# Surykatka szara

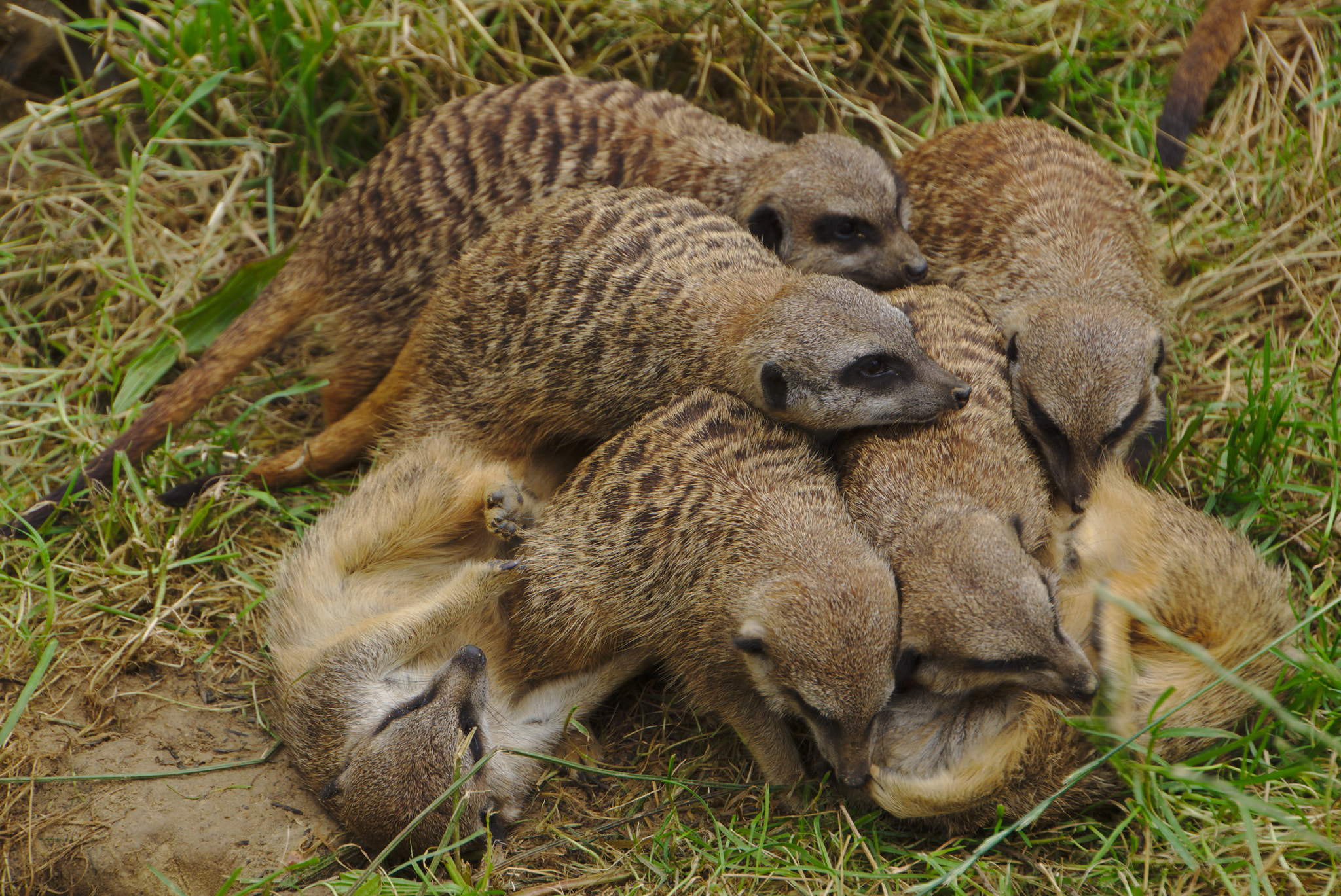
Grupa surykatek

Surykatka szara, surykatka (Suricata suricatta) – gatunek drapieżnego ssaka z podrodziny Mungosinae w obrębie rodziny mangustowatych (Herpestidae). W Afryce oraz krajach anglojęzycznych znana jest pod nazwą meerkat. Ta nazwa została błędnie zaczerpnięta z języka niderlandzkiego, a tłumaczyć ją można jako kot jeziorowy. W niderlandzkim surykatka zawsze była nazywana stokstaartje, a niderlandzkie słowo meerkat odnosi się do koczkodana.

## Taksonomia
Gatunek po raz pierwszy zgodnie z zasadami nazewnictwa binominalnego opisał w 1776 roku niemiecki przyrodnik Johann Christian Daniel von Schreber pod nazwą Viverra suricatta. Holotyp pochodził z Przylądka Dobrej Nadziei, w Południowej Afryce. Jedyny żyjący współcześnie przedstawiciel rodzaju surykatka (Suricata).
Autorzy Illustrated Checklist of the Mammals of the World rozpoznają trzy podgatunki. Podstawowe dane taksonomiczne podgatunków (oprócz nominatywnego) przedstawia poniższa tabelka:
| Podgatunek      | Oryginalna nazwa        | Autor i rok opisu | Miejsce typowe                                                     |
| --------------- | ----------------------- | ----------------- | ------------------------------------------------------------------ |
| S. s. iona      | Suricata suricatta iona | Cabral, 1971      | Gobabis, wschodnia Namibia.                                        |
| S. s. marjoriae | Suricata Marjoriae      | Bradfield, 1936   | Saltpan, 10 mi (16 km) na północ od Swakopmund, zachodnia Namibia. |

### Etymologia
- Suricata i suricatta: rodzima, południowoafrykańska nazwa suricat, suricate lub surikate dla surykatki[25].
- iona: Park Narodowy Iona, Angola[16].
- marjoriae: Marjorie Bradfield (żyła w 1935), żona południowoafrykańskiego rolnika i przyrodnika Ruperta Dudleya Bradfielda[26].

## Zasięg występowania
Surykatka szara występuje w Afryce Południowej zamieszkując w zależności od podgatunku:
- S. suricatta suricatta – pustynia Kalahari w Namibii, Botswana i Południowa Afryka; prawdopodobnie Lesotho.
- S. suricatta iona – południowo-zachodnia Angola.
- S. suricatta marjoriae – Namibia (pustynia Namib).

## Morfologia
Długość ciała samców 24,5–29 cm, samic 26–28,5 cm, długość ogona samców 20,5–24 cm, samic 19–23 cm, długość tylnej stopy 6,3–7,4 cm, samic 6,5–7,4 cm, długość ucha samców średnio 2,1 cm (1,9–2,3 cm), samic średnio 1,9 cm (1,7–2 cm); masa ciała samców 626–797 g, samic 620–969 g. Samice stają się znacznie większe i cięższe po zajęciu pozycji dominującej, osiągając ciężar ciała wynoszący średnio 750 g; u niedominujących samic masa ciała średnio wynosi 710 g. Odstawione od mleka młode osiągają średnio 1–4% masy ciała na godzinę podczas każdego ranka w okresie ich szczytowego magazynowania zasobów (35–75 dzień życia). Smukła sylwetka, wierzch ciała jasnopopielaty z czarnym, poprzecznym pręgowaniem. Głowa biała, uszy czarne. Ogon ciemnożółty o czarnym końcu.

## Tryb życia

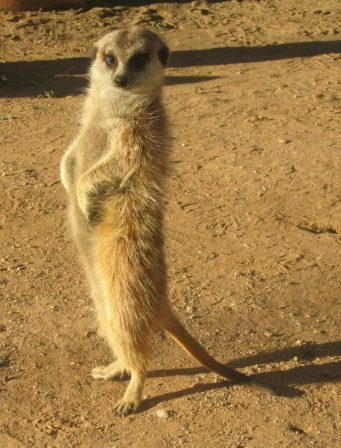
Postawa obserwacyjna surykatki

Prowadzi dzienny tryb życia, zazwyczaj w stadach zajmujących określone terytorium. Liczące do 30 osobników stado składa się zwykle z dwóch lub trzech grup rodzinnych. Grupę rodzinną tworzy przystępująca do rozrodu para oraz ich potomstwo, które nie osiągnęło jeszcze dojrzałości płciowej. Dominujące samce są ojcami większości narodzonych młodych we wszystkich grupach. Na terenie otwartym surykatki kopią nory, lecz gdy jest to możliwe, korzystają ze skalnych szczelin.
Surykatki mają silnie rozwinięte zachowania socjalne. Wykazują wiele zachowań antydrapieżniczych, od sygnałów alarmowych po czynną, grupową obronę przed atakującym drapieżnikiem. W czasie żerowania co najmniej jeden z członków stada zajmuje pozycję w najwyższym punkcie terenu i obserwuje otoczenie. W razie niebezpieczeństwa strażnik wydaje odpowiedni do zagrożenia dźwięk alarmowy, na który stado reaguje stosownie do sytuacji.
Starsze surykatki uczą młode, jak obchodzić się ze zdobyczą, organizując dla nich „szkoły łowieckie”. Najpierw młoda surykatka dostaje martwe zwierzę (np. skorpiona) w celu poznania ofiary, następnie zaś żywe, nieuzbrojone zwierzę (np. skorpiona bez żądła). Dopiero na końcu młoda surykatka dostaje żywe, uzbrojone zwierzę (np. skorpiona z żądłem) w celu jak najszybszego zabicia go.
Surykatki mają podwyższoną odporność na jad niektórych gatunków węży i skorpionów.
Przez wiele miesięcy mogą żyć bez wody, gdyż przeżuwają dzikie melony, wilgotne korzonki i bulwy, które wcześniej wykopały.
Wszystkożerna, głównie owady i inne bezkręgowce, ale również gady, ptaki i ssaki uzupełnione pokarmem roślinnym.

## Rozród
W warunkach naturalnych surykatki mogą rodzić młode o każdej porze roku. Ciężarne samice spotyka się najczęściej od sierpnia do marca. Ciąża trwa 11 tygodni, a w miocie rodzi się zazwyczaj 2 do 4 młodych. Samica może urodzić do trzech miotów w roku. Długość życia surykatek dochodzi do 12 lat (średnio 7 lat). Młode surykatki można łatwo oswoić. Wykorzystuje się je jako łowców gryzoni, co często robią Afrykańczycy.